# Mario Da Vinci
Mario Da Vinci, pseudonimo di Alfonso Sorrentino (Napoli, 14 marzo 1942 – Napoli, 10 maggio 2015), è stato un cantante e attore italiano.

## Biografia
Il debutto artistico avviene agli inizi degli anni sessanta nella compagnia Cantaposillipo, diretta da Alberto Sciotti. Nel 1962 firma il suo primo contratto discografico per l'etichetta Phonotype e incide il suo primo 45 giri intitolato Nun ce lassammo. L'anno seguente partecipa alla Barca d'Oro, festival musicale organizzato dal mensile L'Eco della Ribalta, dove propone Nun s'è pentito in abbinamento con Alberto Francia e Busciardella abbinato a Gino Davis.
Nel 1965 prende parte al 13º Festival di Napoli con il brano 'E suonne restano, abbinato a Nunzio Gallo. Nel frattempo, prende parte a numerose tournée nel Nord America divenendo in breve tempo un idolo del popolo italo-americano. Nel 1968 si ripresenta al Festival di Napoli dove, in abbinamento con Bruno Baresi e Don Franco, propone il motivo Nun voglio vivere accussì, dalle chiare atmosfere beat. Sempre nello stesso anno l'artista fu scritturato dalla famosa compagnia statunitense United Artists Records.
Nel 1970 cambia etichetta passando alla Liberty Records. Con la nuova casa discografica si presenta nuovamente al Festival di Napoli dove propone il brano Funtanella, in abbinamento con Louiselle. Nello stesso anno effettua un ennesimo cambio di etichetta firmando per la Riviera, e partecipa alla Piedigrotta 70 con il motivo Faccia d'angelo. L'anno seguente partecipa alla Piedigrottissima con il brano 'A figlia d'o masto 'e festa, pubblicato dall'etichetta Hello.
Nel 1972 torna in teatro per recitare nella commedia musicale di Domenico Romano intitolata Montevergine. L'anno successivo, invece, si unisce alla formazione teatrale di Beniamino Maggio, Liliana e Trottolino nella sceneggiata di Enzo Vitale 'A mano d'a vendetta, cui segue Delinquente abituale. Sempre nel 1973 partecipa alla Piedigrotta: Le nuove Canzoni di Napoli con il motivo 'O bello. Nel frattempo, continua ad intraprendere tournée all'estero e, nel 1975, ritorna a teatro nello spettacolo di Nino Masiello Cafè Chantant con I Brutos, Angela Luce e Gennarino Palumbo. Nello stesso anno partecipa al Festival Pirotecnico del Golfo di Napoli con il brano Asso 'e denare e registra l'album Fumo negli occhi, che racchiude brani jazz americani tradotti in italiano.
Nel 1976 con il figlio Salvatore registra il fortunato album Miracolo 'e Natale; per l'occasione, viene formata la compagnia teatrale Mario & Sal Da Vinci cui prendono parte Virginia Da Brescia, Nunzio Gallo e Graziella Marino.
Nel 1978 debutta nel mondo del cinema con il film Figlio mio sono innocente!, insieme al figlio Sal, tratto dalla commedia teatrale Sacrificio 'e mamma di Alberto Sciotti. Il successo del film porta l'artista a recitare l'anno successivo in un'altra pellicola, intitolata Napoli una storia d'amore e di vendetta, con Sal Da Vinci, Maria Fiore e Paola Pitagora. Nel frattempo registra il 45 giri Vasame ancora mentre, a teatro, porta in scena diverse commedie musicali quali 'O clandestino e 'O trovatello 'e Montevergine, solo per citarne alcune.
Nel 1981 partecipa al Festival di Napoli con il brano 'A mamma, vincendo la manifestazione. Nel biennio 1982-1983 gira i maggiori teatri d'Italia per interpretare le commedie musicali Tanti auguri, Eternamente, 'A bambulella e Voce amica, tutte firmate da Sciotti. Nel frattempo, ritorna al cinema per girare il film di Ninì Grassia Il motorino, con Sal da Vinci ed Eleonora Vallone. Sempre nel 1983 il cantante prende parte al programma Napoli prima e dopo, dove ripropone il motivo 'A mamma. Allo stesso spettacolo partecipa nel 1984 e 1985 con i classici Mierolo affurtunato e Dicitencello vuie. Sempre nel 1985 partecipa al Festival Nazionale della Canzone Napoletana con il brano Sì a vita mia. Nel frattempo intraprende varie tournée oltreoceano con la nuova compagnia teatrale I Da Vinci, cui fanno parte i figli Sal, Raffaella, Gino e Lucia. Nel 1986 Mario Da Vinci effettua una tournée in Australia, la prima di una lunga serie. Alla fine degli anni ottanta registra l'antologia Napoli, teatro e canzoni, divisa in quattro album. Negli anni novanta, invece, partecipa a vari programmi televisivi quali Viva Napoli; Ci vediamo in TV e altri. Continua poi a esibirsi all'estero, soprattutto in Nord America. Nel 2008 con il figlio Sal Da Vinci ritorna a teatro per prendere parte allo spettacolo Canto per amore di Gino Landi.

### Morte
Muore il 10 maggio 2015 a Napoli, a causa di un malore improvviso, all'età di 73 anni. Il funerale viene celebrato il 12 maggio, nella chiesa di San Ferdinando a Napoli, con la partecipazione di tanti amici, artisti e gente comune. Riposa nel cimitero del quartiere Fuorigrotta a Napoli.

## Discografia parziale

### Album
- 1964 – Nostalgia di Napoli (Combo Record, LP 20042)
- 1970 – Mario Da Vinci canta le canzoni di mamma e Napule (United Artists, UAS 6736)
- 1973 – 'O bello per tutte le belle (Autori Associati, GSA 9000)
- 1974 – Violenze Sgarri Vendette (Autori Associati, ALPI 10002)
- 1976 – Miracolo 'e Natale (Bella Record, BRLP 10035; inciso con Sal Da Vinci)
- 1977 – Mario & Sal Da Vinci Vol. 1º (Bella Record, BRLP 10036; inciso con Sal Da Vinci)
- 1977 – Mario & Sal Da Vinci Vol. 2º (Bella Record, BRLP 10038; inciso con Sal Da Vinci)
- 1977 – 'O scugnizzo e 'o signore (Bella Record, BRLP 10038; inciso con Sal Da Vinci)
- 1978 – 'O giurnalaio/'A cummunione 'e Salvatore (I due lati del disco hanno titoli diversi) (Bella Record, BRLP 10039; inciso con Sal Da Vinci)
- 1978 – Figlio mio sono innocente (colonna sonora) (MDV Record, MD 9001; inciso con Sal Da Vinci)
- 1979 – Vasame ancora (Dominant Record, LPD 33002; inciso con Sal Da Vinci)
- 1979 – Napoli storia d'amore e di vendetta (colonna sonora) (Dominant Record, LPD 33006; inciso con Sal Da Vinci)
- 1980 – Muntevergine (Mamma Schiavona) (Dominant Record, LPD 33010; inciso con Sal Da Vinci)
- 1981 – 'O motorino (La Canzonetta, FDM 510; inciso con Sal Da Vinci)
- 1982 – Annabella (La Canzonetta, FDM 519; inciso con Sal Da Vinci)
- 1983 – Footing (La Canzonetta, FDM 522; inciso con Sal Da Vinci)

### Singoli
- 1963 – Tutt'e ssere/Busciardella (Combo Record, 307)
- 1963 – Mierolo affurtunato/Giuvenuttiello (Combo Record, 308)
- 1963 – 'A zingara d'e rrose/Ll'amico 'e core (Combo Record, 344)
- 1963 – Oro niro/Vocca 'e rose (Combo Record, 345)
- 1963 – Malia/Oro niro (Combo Record, 346)
- 1963 – Tu nun sì mamma/Nun ce va' 'sta varca a mare (Combo Record, 375)
- 1963 – Parole inutili/'O figlio d'a Madonna (Combo Record, 376)
- 1963 – Roma, nun fa la stupida stasera/Chiumachella de Trastevere (Combo Record, 377)
- 1963 – Canzone appassiunata/'O marenariello (Combo Record, 382)
- 1963 – 'A canzone 'e Napule/Torna maggio! (Combo Record, 383)
- 1963 – Mandulinata a Napule/Ll'arte d''o sole (Combo Record, 384)
- 1963 – L'addio/Qui fu Napoli (Combo Record, 385)
- 1963 – Napule bello!/'A serenata 'e Pulicenella (Combo Record, 386)
- 1963 – Tarantella internazionale/Io 'na chitarra e 'a luna (Combo Record, 387)
- 1963 – Russulella/L'appuntamento (Combo Record, 397)
- 1964 – Cercame/Figlio d''o mare (Combo Record, 419)
- 1964 – 'A tuvaglia d''o barbiere/È figlia a mme (Combo Record, 420)
- 1964 – Rosa 'nfamità/Scuordete 'e me (Combo Record, 426)
- 1964 – Freva/L'urdemo desiderio (Combo Record, 427)
- 1964 – Pe tte 'sto carcerato/Carceratiello 'nnammurato (Combo Record, 438)
- 1964 – Guaglione mio/Tu sì nu raggio 'e sole (Combo Record, 439)
- 1964 – Io t'ho incontrata a Napoli/Buonu figlio (Combo Record, 440)
- 1964 – Nun te perdere/Cchiù bella d''e rrose (Combo Record, 441)
- 1965 – Scuordete 'e me/Figlio d''o mare (Combo Record, 456)
- 1965 ‐ 'O girasole/Dolce dormire (Combo Record, 457)
- 1965 – 'E suonne restano/Sartulella senza core (Combo Record, 7003)
- 1968 – 'E rrose parlano/'A perla rara (Altair, AT 2052)
- 1968 – Nun voglio vivere accussì/Rosaspina (Altair, 2055)
- 1970 – Funtanella/Te n'è si ghiuta (Liberty, LIB 9082)
- 1970 – Faccia d'angelo/Serenata a 'na sposa (Riviera, SDV 270)
- 1970 – Scugnezziello 'nnammurato/Napule è chino 'e femmene (Riviera, SDV 274)
- 1971 – Guagliò chella te 'mbroglia/Serenata a 'na sposa (MSD, 280)
- 1971 – 'A figlia d''o masto 'e festa/'O figlio d''o masto 'e festa (Hello, HR 9102)
- 1974 – Asso 'e denare/Nuttata 'e sanghe (Bella Record, BR 170)
- 1975 – 'Nu schiaffo a mamma mia/Acquaiola 'e Margellina (Bella Record, BR 175)
- 1976 – Ddoie lune/Rodolfo Valentino (Bella Record, BR 180)
- 1976 – La bambola/Tengo Napule dint'o core (Bella Record, BR 181)
- 1976 – Io so' guaglione/S'è cagnata 'a temperatura (Bella Record, BR 182)
- 1977 – Caro papà/Senza mamma e senza pate (Bella Record, BR 186)
- 1977 – 'O scugnizzo e 'o signore/Sacrificio 'e mamma (Bella Record, BR 189)
- 1977 – Stasera te voglio/Biancamaria (Bella Record, BR 190)
- 1978 – 'O giurnalaio/'A cummunione 'e Salvatore (Bella Record, BR 191)
- 1979 – Vasame ancora/'A sceneggiata (Dominant Record, ND 4504)
- 1979 – Nu' pensiero/Accussì (Dominant Record, ND 4505)
- 1980 – Avellino con valore/Avellino come serie 'A' (Sport Record del Sud, SS 900)
- 1981 – 'A mamma/Bellissima (Nuova New York PN 4560)
- 1982 – 'O motorino/'O sfizio e te vasà (La Canzonetta Record, FDM 509)

## Filmografia
- Figlio mio sono innocente!, regia di Carlo Caiano (1978)
- Napoli storia d'amore e di vendetta, regia di Mario Bianchi (1979)
- Il motorino, regia di Ninì Grassia (1984)